# Caesars Palace Grand Prix
Caesars Palace Grand Prix var en deltävling i formel 1-VM som kördes på stadsracerbana i Las Vegas i Nevada i USA säsongerna 1981 och 1982.
Banan var tillfälligt lagd på stadsgator och en parkeringsplats runt kasinot Caesars Palace.

## Vinnare Caesars Palace Grand Prix
| Säsong | Förare           | Tillverkare   |
| ------ | ---------------- | ------------- |
| 1982   | Michele Alboreto | Tyrrell-Ford  |
| 1981   | Alan Jones       | Williams-Ford |